# Del Río (Texas)
Del Río es una ciudad y sede del condado de Val Verde, Texas, Estados Unidos. El Área Metropolitana Del Río-Ciudad Acuña (DR-CA) es una de las seis áreas metropolitanas bi-nacionales a lo largo de la frontera de Estados Unidos con México. La ciudad de Del Río está situada en el estado estadounidense de Texas, al norte del río Grande, mientras Ciudad Acuña se encuentra en el estado mexicano de Coahuila, al sur del río. Esta área metropolitana es también conocido como "Tierra de la Amistad" por la presa que se localiza en esta área. El área metropolitana se compone de un condado: Val Verde en Texas y en los municipios de Del Río, Lago Amistad, Amistad Village, Box Canyon, Rough Canyon, Base de la Fuerza Aérea Laughlin y Ciudad Acuña. En el Censo de 2010 tenía una población de 35.591 habitantes y una densidad poblacional de 680,35 personas por km².
Del Río es también el hogar de la Base de la Fuerza Aérea Laughlin, la cual tiene la mayor actividad de formación de pilotos en la Fuerza Aérea de Estados Unidos.
La película No Country for Old Men (2007) está ambientada en Del Río y alrededores.

## Historia
Los españoles establecieron un pequeño asentamiento al sur del río Grande, en el día de hoy México, y algunos españoles se asentaron en lo que se convirtió en los Estados Unidos al otro lado del río Grande en el siglo XVIII. Sin embargo, el verdadero desarrollo del lado estadounidense no se inició hasta después de la guerra civil estadounidense. 
En 1883 los residentes locales pidieron una oficina de correos fuera establecida. El Departamento Postal de los Estados Unidos abrevió "San Felipe del Río" a "Del Rio" para evitar la confusión con San Felipe de Austin. En 1885 el condado de Val Verde fue organizado y Del Río se convirtió en la capital. La ciudad de Del Río ha sido establecida oficialmente el 15 de noviembre de 1911. 
En 1942, la Fuerza Aérea de Estados Unidos estableció un campamento 14 km al este de Del Río como una base de entrenamiento para el Martin B-26, pero fue desactivado en 1945. Durante la Guerra Fría el campo Laughlin fue reconstruido y rebautizado como Base de la Fuerza Aérea Laughlin. A mediados de los años 1950, el Comando Aéreo Estratégico (SAC) señaló Laughlin por la lejanía que permite para operaciones secretas, y abrió su programa estratégico de reconocimiento allí con las naves RB-57 y U-2, un bombardero modificado para reconocimiento a gran altitud. 

## Geografía
Del Río se encuentra ubicada en las coordenadas 29°22′12″N 100°52′51″O / 29.37000, -100.88083. Según la Oficina del Censo de los Estados Unidos, Del Río tiene una superficie total de 52.31 km², de la cual 52.19 km² corresponden a tierra firme y 0.13 km² (0.24 %) es agua.

## Demografía
Según el censo de 2010, había 35 591 personas residiendo en Del Río. La densidad de población era de 680,35 hab./km². De los 35 591 habitantes, Del Río estaba compuesto por el 84.64 % blancos, el 1.48 % eran afroamericanos, el 0.5 % eran amerindios, el 0.48 % eran asiáticos, el 0.1 % eran isleños del Pacífico, el 10.74 % eran de otras razas y el 2.05 % pertenecían a dos o más razas. Del total de la población el 84.09 % eran hispanos o latinos de cualquier raza.

## Educación
El Distrito Escolar Consolidado Independiente San Felipe Del Río gestiona escuelas públicas.